# Habitatge al carrer Barcelona, 4 (el Papiol)
L'Habitatge al carrer Barcelona, 4 és una obra noucentista del Papiol (Baix Llobregat) inclosa a l'Inventari del Patrimoni Arquitectònic de Catalunya.

## Descripció
Aquest és un edifici situat entre mitjaneres, de planta rectangular que segueix el desnivell del terreny. Està composta de planta baixa, dos pisos i dos cossos més, elevats a manera de torre a diferent nivell. La façana sud, també presenta una composició a diferents nivells.
Les obertures són de llinda, d'arc de carpanell rebaixat i d'arc de mig punt, algunes d'elles amb ornament d'obra vista i d'altres amb trencaaigües. La barbacana és de fusta ornada, coberta amb teula àrab a quatre vessants en tres cossos i a dues vessants en dos cossos.